# Travunijana ovalis
Travunijana ovalis – gatunek ślimaków z rzędu Littorinimorpha i rodziny źródlarkowatych.
Takson ten opisany został po raz pierwszy w 1933 roku przez Ljudevita Kuščera pod nazwą Plagigeyeria mostarensis ovalis. Jako miejsce typowe wskazano źródło Bunica koło Hodbiny w Bośni i Hercegowinie. Na przestrzeni lat część specjalistów traktowało go jako odrębny gatunek, a część jako podgatunek Plagigeyeria mostarensis. W 2020 roku Jozef Grego dokonał rewizji rodzajów Plagigeyeria i Travunijana, omawiany takson umieszczając w drugim z nich w randze gatunku.
Ślimak ten osiąga około 3 mm wysokości muszli, której kształt jest przysadzisty i owalny, a powierzchnia gładka do delikatnie rowkowanej. Skrętka ma formę stożkowatą. Szczyt muszli jest stępiony. Dołek osiowy jest wąski. Rzeźba powierzchni protokonchy ma postać bardzo słabo zaznaczonych dołeczków. Kształt ujścia jest nieregularnie owalny, a jego wymiary duże w stosunku do muszli. W widoku od nasady ujście tylko trochę wystaje poza obrys muszli. Profil boczny wargowy jest prosty, a wrzecionowy wyrostek wargowy lekko falisty.
Mięczak ten zasiedla bentos źródeł. Należy do zdrapywaczy żerujących na peryfitonie.
Gatunek ten jest endemitem Bośni i Hercegowiny, znanym tylko z miejsca typowego na południe od Mostaru. W 1935 roku Kuščer doniósł o jego występowaniu w źródłach w dolnym biegu Neretwy, jednak nigdy nie udało się owego doniesienia potwierdzić.